# 自由沙姆人伊斯蘭運動
自由沙姆人伊斯蘭運動是叙利亚内战的一個反政府武裝團體。它於2013年7月有1萬至2萬名戰士，是當時反政府武裝中第二最強大的勢力，僅次於自由敘利亞軍。阿拉伯聯合酋長國和俄羅斯把自由沙姆人伊斯蘭運動列為恐怖組織。
2016年4月27日，美國國務院表示反對將「自由沙姆人伊斯蘭運動」列為恐怖組織。
2016年5月13日，國際特赦組織指「自由沙姆人伊斯蘭運動」是那些需要對阿勒頗市謝赫馬克蘇德區「屢次發生而可能構成戰爭罪行的無差別襲擊」承擔責任的團體之一。